# موریس فیشر
موریس فیشر (به انگلیسی: Morris Fisher) ورزشکار مرد رشتهٔ ورزش تیراندازی اهل کشور ایالات متحده آمریکا است. وی در بین سال‌های ‎۱۹۲۰ تا ۱۹۲۴ میلادی در مسابقات بازی‌های المپیک تابستانی در مجموع ۵ مدال طلا را کسب کرد.